# Salle à manger des retours de chasse
La salle à manger des retours de chasse est une salle du château de Versailles, en France.

## Localisation

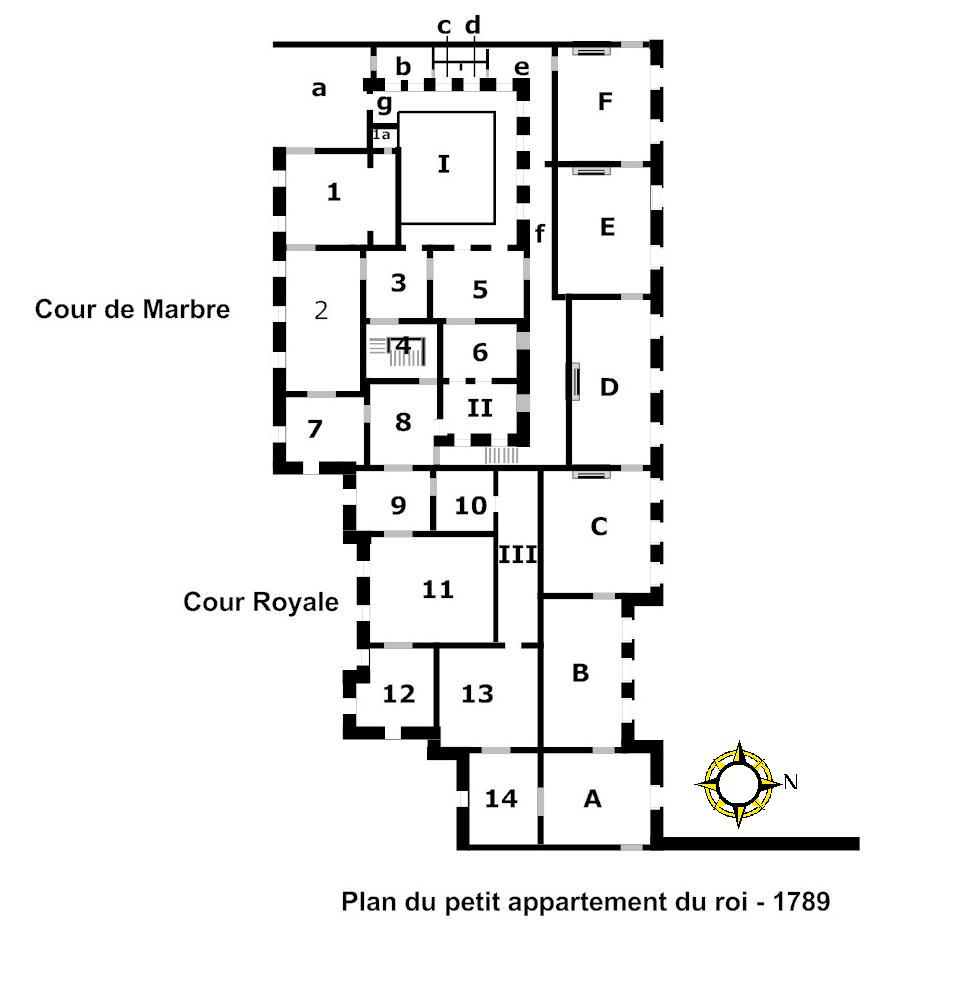
Plan du petit appartement du roi en 1789 ; la salle à manger des retours de chasse est indiquée en 5.

La salle à manger des retours de chasse est située dans le Petit appartement du Roi, au premier étage du bâtiment principal du château de Versailles.
La pièce communique au nord avec le cabinet de l'artillerie, à l'est avec la pièce des buffets et au sud avec le cabinet des chiens. À l'ouest, la pièce surplombe la cour des Cerfs.